# Lady All Stars
Albums de Rhoda Scott
Movin' Blues
(2020)
Lady All Star est un album de l'organiste de jazz franco-américaine Rhoda Scott sorti en 2021 chez Sunset Records.

## À propos de l'album
Rhoda Scott crée son Lady Quartet en 2004, sur l'invitation de Jazz à Vienne. Elle s'entoure de jeunes musiciennes françaises : Airelle Besson à la trompette (remplacée plus tard par Lisa Cat-Berro au saxophone alto), Sophie Alour au saxophone ténor et Julie Saury à la batterie,. Les musiciennes enregistrent l'album We Free Queens.
Rhoda Scott, âgée de 83 ans, s'entoure de nouveau de musiciennes de la jeune génération, dans une formation élargie : Sophie Alour (saxophone ténor), Airelle Besson (bugle, trompette), Céline Bonacina (saxophone baryton), Lisa Cat-Berro (saxophone alto), Géraldine Laurent (saxophone alto), Anne Paceo (batterie) et Julie Saury (batterie). Cette formation, avec deux batteries et quatre saxophone, ressemble à un mini-big band.
Le groupe joue un « répertoire au groove contagieux, mêlant jazz, swing, gospel, soul et R'n'B »,. L'album s'ouvre avec R & R, composé par Rhoda Scott, dont le titre reprend son initiale et celle de son défunt mari Raoul.

## Réception critique
Dans Citizen Jazz, Denis Desassis écrit : « ce voyage intergénérationnel est à la fois la confirmation de la place unique qu’occupe Rhoda Scott sur la scène jazz — pour beaucoup d'entre nous, elle est une sorte de figure éternelle — mais aussi la promesse d'une suite de cette si belle histoire ». Télérama fait figurer l'album dans une liste des albums à offrir.

## Pistes
| No | Titre                  | Musique        | Durée |
| -- | ---------------------- | -------------- | ----- |
| 1. | R & R                  | Rhoda Scott    | 5:32  |
| 2. | City of the Rising Sun | Lisa Cat-Berro | 4:45  |
| 3. | Les Châteaux de sable  | Anne Paceo     | 5:28  |
| 4. | Laissez-moi            | Julie Saury    | 6:04  |
| 5. | Golden Age             | Lisa Cat-Berro | 5:59  |
| 6. | Escapade               | Airelle Besson | 6:03  |
| 7. | I Wanna Move           | Sophie Alour   | 5:11  |
| 8. | Short Night Blues      | Rhoda Scott    | 5:12  |

## Musiciennes
- Rhoda Scott : orgue Hammond
- Airelle Besson : trompette
- Géraldine Laurent : saxophone alto
- Lisa Cat-Berro : saxophone alto
- Sophie Alour : saxophone ténor
- Céline Bonacina : saxophone baryton
- Anne Paceo : batterie
- Julie Saury : batterie